# Cratere Ten Bruggencate
Ten Bruggencate è un cratere lunare di 59,95 km situato nella parte sud-occidentale della faccia nascosta della Luna.